# ベトナムの道路標識
本稿ではベトナムにおいて設置されている道路標識について説明する。ベトナムの道路標識は、中国の道路標識を基にしたものであり、なかにはベトナム語と英語を併記している標識もある。

## 一覧

### 禁止標識

101: 立ち入り禁止
102: 車両進入禁止
103a: 自動車通行止め
103b: 車両右折禁止
103c: 車両左折禁止
104: 原動機付自転車通行止め
105: 自動車及び原動機付自転車通行止め
106a: トラック通行止め
106b: 重量制限
106c: 危険物積載車両通行止め
107: バス・トラック通行止め
107a: バス通行止め
107b: タクシー通行止め
108: トレーラー通行止め
108a: トレーラー通行止め
109: トラクター通行止め
110a: 自転車通行止め
110b: 荷物運搬用自転車通行止め
111a: 原動機付自転車通行止め
111b: 三輪自動車通行止め
111c: 側車通行止め
111d: 三輪車通行止め
112: 歩行者通行止め
113: リヤカー(手押し車)通行止め
114: 牛馬車通行止め
115: 重量制限
116: 最低重量
117: 高さ制限
118: 最大幅
119: 自動車の最大幅
120: 自動車の最大幅
121: 最低車間距離
122: 止まれ
123a: 左折禁止
123b: 右折禁止
124a1: Uターン禁止
124a2: Uターン禁止
124b1: 自動車Uターン禁止
124b2: 自動車Uターン禁止
124c: 左折及びUターン禁止
124d: 右折及びUターン禁止
124e: 自動車左折及びUターン禁止
124f: 自動車左折及びUターン禁止
125: 追い越し禁止
126: 追い越し禁止
127: 制限速度
127: 制限速度
127: 制限速度
127: 制限速度
127: 制限速度
127: 制限速度
127: 制限速度
127: 制限速度
127a: 夜間制限速度
127b: 車線制限速度
127c: 車線制限速度
127d: 車線制限速度終わり
127e: 車線制限速度終わり
128: 鳴らすな
129: 確認地点
130: 駐停車禁止
131a: 駐車禁止
131b: 奇数日駐車禁止
131c: 偶数日駐車禁止
132: 譲れ
133: 追い越し禁止終わり
134: 制限速度終わり
135: 終わり
136: 直進禁止
137: 左右折禁止
138: 直進・左折禁止
139: 直進・右折禁止
140: 農業用車両進入禁止

### 警戒標識

201a: 左方屈曲あり
201b: 右方屈曲あり
201c: すべりやすい左方屈曲あり
201d: すべりやすい右方屈曲あり
202a: 左背向屈曲あり
202b: 右背向屈曲あり
203a: 幅員減少
203b: 車線数減少
203c: 車線数減少
204: 二方向交通
205a: 十形道路交差点あり
205b: ト形道路交差点あり
205c: 逆ト形道路交差点あり
205d: T形道路交差点あり
205e: Y形道路交差点あり
206: 環状交差点あり
207a: 優先道路
207b: 優先道路
207c: 優先道路
207d: 優先道路
207e: 優先道路
207f: 優先道路
207g: 優先道路
207h: 優先道路
207i: 優先道路
207j: 優先道路
207k: 優先道路
207l: 優先道路
207m: 優先道路
208: 譲れ
209: 信号機あり
210: 踏切あり
211a: 踏切あり
211b: 踏切あり
212: 細い橋
213: 仮設道路橋あり
214: 可動橋あり
215a: 岸壁または土手
215b: 右方に土手あり
215c: 左方に土手あり
216a: 浅瀬あり
216b: 鉄砲水が発生しやすい浅瀬あり
217: フェリー乗り場
218: アンダーパスあり
219: 下り急こう配あり
220: 上り急こう配あり
221a: 路面凹凸あり
221b: 路面凹凸あり
222a: すべりやすい
222b: 危険な路肩あり
223a: 左方に危険な崖あり
223b: 右方に危険な崖あり
224: 横断歩道あり
225: 子供横断注意
226: 自転車横断注意
227: 道路工事中
228a: 左方落石のおそれあり
228b: 右方落石のおそれあり
228c: 泥跳ね注意
228d: 路面脆し
229: 低空飛行の航空機注意
230: 牛注意
231: 動物注意
232: 横風注意
233: その他の危険
234: 二方向交通
235: 二車線道路起点
236: 二車線道路終点
237: アーチ橋あり
238: 高速道路あり
239: 架空電線あり
240: トンネルあり
241: 渋滞注意
242a: 踏切
242b: 踏切（複線以上）
243a: 踏切までの距離表示
243b: 踏切までの距離表示
243c: 踏切までの距離表示
244: 事故多発地帯
245a: 徐行
245b: 徐行
246a: 前方に障害物がある場合に限り、左右どちらの通行も許可する。
246b: 前方に障害物がある場合は、左方を通行せよ。
246a: 前方に障害物がある場合は、右方を通行せよ。
247: 前方に停車中の車両あり

### 指定標識

301a：左折・右折禁止
301b：右折のみ可
301c：左折のみ可
301i：直進禁止
302a：標識の左側を通行禁止
302b：標識の右側を通行禁止
302c：標識の左側・右側を通行禁止
306：最低速度
307：最低速度終わり
308a：陸橋がある場合の通行方法
308b：陸橋がある場合の通行方法
403a：自動車専用通行帯
403b：自動車・二輪車専用通行帯
403e：二輪車専用通行帯
420：市街地の起点
421：市街地終わり

### RE標識

11a：トンネルの開始
11b：トンネル終わり

</br>thumb

### 表示標識

401：優先道路
402：優先道路終わり
405a：右方行き止まり
405b：左方行き止まり
405c：行き止まり
406：対向車よりも優先
407a：一方通行
407b：一方通行
407c：一方通行
408：駐車場
408a：車両の配置方法の図が記載された駐車標識
409：Uターン可
410：転回地点
413a：バス専用逆走通行帯のある一方通行
413b：バス専用逆走通行帯のある一方通行
413c：バス専用逆走通行帯のある一方通行
415：方面と距離（ハノイまで29km）
416：バイパス
418：代替ルート表示
419a：境界標識
419b：外部道路の境界標識
422a：史跡
422b：史跡
423a：横断歩道
423b：横断歩道
423c：散歩道
426：応急処置地帯
427a：修理店あり
427b：車両負荷確認地点
429：洗車
430：電話
434a：バス停
434b：トラック停車場
435：路面電車停留所
436：交通警察署
439：橋の情報
440：前方道路工事中
441a：前方の工事現場までの距離
441b：前方の工事現場までの距離
441c：前方の工事現場までの距離
442：市場
443：トレーラー牽引車量
449：アジアハイウェイ
450a：高速道路への入口との交差点までの距離
450b：高速道路アクセス道路
451a：高速道路入口までの距離
451b：高速道路入口の方向
452 ：高速道路の速度
453a：高速道路の終点までの距離
453b：高速道路の終点
464b：高速道路終わりの方向
465：方面と距離の予告
466：高速道路の方面と出口
473：減速せよ
474：出口

### 補助標識

501 : 距離800 m
502 : 予告対象物までの距離
503: 始まり
504: 区間内・区域内
505: 終わり
506 : 車線
507a : 車種
507b : 橋脚通過時の重量制限
507c : 重量制限
508: 優先方向
509: 曲がる方向
510a : 日・時間
511a : 主な海の説明
512: 駐車禁止
513 : 凍結注意

## 廃止された標識

一時停止の標識（南ベトナム）